# Берислав Благојевић
Берислав Благојевић (1. јули 1979, Славонски Брод) је српски прозни писац и пјесник.

## Биографија
Одрастао и школовао се у Броду, Панчеву и Бањој Луци. Магистар је географских наука. Благојевић је првенствено прозни писац, али пише и поезију, есеје и књижевну критику. Најважнија дјела: Револуционар (кратке приче, 2012), Тиши од воде (роман, 2013), Ми у магли (поезија, 2015), Бумеранг (роман, 2016). Добитник је неколико награда и признања од којих су најважније: стипендија Фонда Борислав Пекић (2012), прва награда за кратку причу књижевног конкурса Сусједи у организацији Гете института и Француског института у БиХ (2010) и прва награда за најбољу кратку причу у регији (2011) на конкурсу часописа Авлија из Црне Горе. Први роман Тиши од водe ушао је у ужи избор за НИН-ову награду 2013. године. Учествовао је на књижевним фестивалима Библиобус (2012) и Kikinda short (2013). Учествовао у раду Међународне књижевне колоније Тршић 2014 у организацији Српског књижевног друштва, чији је члан од 2015. године. Бесједом је свечано отворио XVIII Међународни сајам књига у Бањалуци 2013. године. Дјела су му превођена на неколико свјетских језика: македонски, малтешки, шпански, пољски, енглески, њемачки, италијански и јапански језик. Уређује сопствени књижевнички блог. Живи у Бањој Луци.

## Објављене књиге
- Ламентација по Софронију, проза (2005, Народна библиотека Бранко Ћопић, Босански Брод);[6]
- Требао сам бити ријеч, поезија (2005, Народна библиотека Бранко Ћопић, Босански Брод);[7]
- Ја, револуционар, кратке приче (2010, Бесједа, Бања Лука);[8]
- Револуционар, кратке приче (2012, Ренде, Београд);[9]
- Револуционар, аудио књига (2013, Специјална библиотека за слијепа и слабовида лица РС, Бања Лука);[10]
- Тиши од воде, роман (2013, Ренде, Београд);[11]
- Револуционар, електронско издање (2015, Књижевна радионица Рашић, Београд);
- Ми у магли, поезија (2015, Друштво за афирмацију културе – ПРЕСИНГ, Младеновац);[12]
- Бумеранг, роман (2016, Друштво за афирмацију културе – ПРЕСИНГ, Младеновац);[13]
- Бумеранг, роман (2017, превод на македонски језик, Издавачка кућа Готен, Скопље);[14]
- Più silenzioso dell’acqua, роман (2018, Тиши од воде – превод на италијански језик, Издавачка кућа Stilo Editrice)

## Часописи
- часопис Ријеч, број 1/2 (Брчко, 2008);
- часопис Нова зора, број 22/23 (СКПД Просвјета, Билећа, 2009);
- онлајн часопис Блесок, број 69 (Македонија, децембар 2009);
- онлајн часопис Балкански књижевни гласник, број 20 (Србија, 2009);
- онлајн часопис Мале новине(Србија, 2010);
- часопис Кораци, број 3/4 (Крагујевац, 2010);
- часопис Књижевник број 25/26 (Бања Лука, 2010);
- часопис Акт – Сепарат Антологија кратких прича (Ваљево, 2010);
- часопис Културни билтен Црњански, број 2 (Бијељина, 2010);
- часопис Унус Мундус, број 37 (Ниш, 2010);
- онлајн часопис Диоген про култура магазин (Сарајево, 2010);
- онлајн часопис Мaxminus, бројеви 5, 12, 14 (Сарајево, 2010);
- часопис Сарајевске Свеске, број 29/30 (Сарајево, 2010);
- онлајн магазин Istanbul Literary Review, January edition, no. 19 (Истанбул, 2011);
- часопис Књижевни преглед, бр. 4 – јануар, фебруар, март 2011 (Алма, Београд);
- онлајн часопис Maxminus, број 26 (Сарајево, 2011);
- часопис Кораци, 1-2, приче Дилемa, Блиски сусрет треће врсте и Ја, револуционар (Крагујевац, 2011);
- онлајн часопис Мале новине, прича Прозори (Србија, 2011);
- онлајн часопис Libartes (Србија, 2011);
- часопис Unus Mundus, 38 (Ниш, 2011);
- онлајн часопис Maxminus, број 36, 38, 39, 40 (Сарајево, 2011);
- часопис Књижевне новине, јул-август (Београд, 2011);
- часопис Књижевник, број 29-30, приче Енигма, Фуга и Монструм, стр. 133-137 (Бањалука, 2011);
- часопис Inne Sferu, број 8 (Вроцлав, Пољска, 2011);
- часопис Путеви, број 12/13 (Бањалука, 2011);
- часопис Мaxminus број 41 (Сарајево, децембар 2011);
- часопис Libartes број 5 (децембар, 2011);
- часопис Српске недељне новине број 7 (стр. 7) од 16.02. 2012.  и број 8 (стр.7) од 23.02.2012. (Будимпешта, 2012);
- часопис Авлија број 3, фебруар, 2012. стр. 60-63 (Рожаје, Црна Гора);
- дневни лист ВЕЧЕРЊЕ НОВОСТИ, страна 22 – Прича – Крик у шуми, (08.04.2012.);
- часопис Сарајевске Свеске, број 37-38,  приче Исповијест, Улазак кроз излазна врата, Ко је, до ђавола, Ј. Табиш и Hotline (јун, 2012);
- часопис Кораци, 4-6 (Крагујевац, 2012);
- часопис Књижевне новине бр. 1202, стр. 13 (Темат Савремена кратка прича – Монструм) (Београд, јун, 2012);
- часопис Путеви бр. 14/15, Бањалука, 2012 (стр. 176) – Приказ књиге Ода мањем злу Воја Чолановића;
- часопис Ријеч бр. 1-2, прољеће-љето 2012, Брчко (стр.361-363);
- Недељник НИН бр. 3215, 09.08.2012. прича Преживјели (стр. 61);
- Schlock Magazine, August Issue : Short story Childhood Fragments (Аугуст 2012, Малта);
- Сајт Арт Анима: прича Сан једне зимске ноћи (Септембар, 2012);
- Београдски књижевни часопис бр. 29, прича Утрка и запис Још није вријеме, стр.118-119 (Београд, децембар 2012);
- Звучни часопис Хомер, бр. 6 (прича Ја, револуционар), Специјална библиотека за слијепа и слабовида лица РС (фебруар, 2013);
- Недељник НИН бр. 3252, 25.04.2013. прича Да вјерујемо (стр. );
- Часопис Дијаспора бр. 93, приче Улазак кроз излазна врата и Чудо (стр. 14 и 15);
- Звучни часопис Хомер, бр. 7 (прича Да вјерујемо), Специјална библиотека за слијепа и слабовида лица РС (Јун, 2013);
- Кikinda Short 08 – каталог (прича Крик), Удружење Kikind Short (август, 2013);
- Двотједник Зарез, Таласи јецаја (приче Крик и Фуга), број 373/374 (Загреб, просинац, 2013);
- Часопис Багдала, прича Преживјели, број 497-498, стр. 19-21 (Крушевац, јул-децембар 2013);
- Le Monde n’est pas rond webzine, short story LINIEN (in German) with illustrations and photos by Bratislav Kostić  (Луксембург, 2013);
- Часопис Сент (темат: додирне тачке), прича Остаје нам Толедо, број 31-32, стр. 142-144 (Нови Пазар, децембар 2013);
- Кикиндске новине, Четвртасто место/29, прича Ходач по води (Кикинда, 24. јануар 2014.);
- Летопис Матице српске, бр. 493/4 (прича Збогом Миша, стр. 410-413) (Нови Сад, Април 2014);
- Часопис Босанска вила, бр. 59/60 (прича Овдје гдје ми је кућа), Сарајево, 2014;
- Часопис Орион, бр. 2/2014 (прича Сан једне зимске ноћи, стр. 125-127) (Брчко, мај 2014);
- Часопис Аванград, бр. 17, јун/јул (Лицемјерство и друга крајност, прилог о политичкој коректности у умјетности, стр. 5) (Сомбор, 2014);
- Часопис Књижевни магазин бр. 150-153, децембар 2013-март 2014 (прича Парк мога брата), СКД, Београд, 2014;
- Часопис Браничево бр. 1-2/2014 (прича Разоружавање, стр. 45-48), Пожаревац, 2014;
- Политика, рубрика Читаоница (прича Поглед), 07. септембар 2014;
- Часопис Квартал бр. 22-23 (прича Викенд са грофом Марсиљијем, стр. 22-23), Панчево, 2014;
- Вечерње новости, прича Дани смрдибуба, 16. новембар 2014, стр. 22
- Сајт Арт-Анима (прича Планирање случајности), септембар, 2014;
- Часопис Међај, број 92-93, прича На путу према доле (стр. 190-194), фебруар, 2015;
- Летопис Матице српске бр, 496/1 (прича Монумент) јули/август 2015;
- Часопис Наслијеђе, (шест пјесама), бр. 9. Тузла, новембар, 2015;
- Часопис Субару, (превод прича на јапански Крик, У игри са природом и Фрагменти дјетињства, превела Кајоко Јамасаки), ТокИо, новембар, 2015;
- Часопис Крајина, бр. 55-56, панорама крајишке поезије (седам пјесама, три из збирке Требао сам бити ријеч и четири из збирке Ми у магли), Арт принт, Бања Лука, 2015;
- Часопис Il Malti (превод приче Оном који је чекао, на малтежански превео Кит Аззопарди), Ла Валета, јули, 2016;
- Часопис Крајина, бр. 58-59, темат Књижевност Крајине данас и овдје – панорама крајишке прозе (одломак романа Тиши од воде, стр. 355-366), Арт принт, Бања Лука, 2016;
- Дневне новине Политика (прича У реду), 28. август, 2016;
- Летопис Матице српске бр. 498/3 (приче Слика и У облацима), септембар, 2016.
- Онлајн часопис Екерман бр. 8 (прича Перформанс), март, 2017.
- Дневне новине Политика (приче Зашто плачем сад и Зовем се Гагарин), 23. јули, 2017.
- Часопис Кораци, бр. 7-9, (прича Ергастулум), стр. 15-17, 2017.
- Часопис Повеља, бр. 2/2017, (прича У опромајеној соби), стр. 37-39, 2017.
- Часопис Бокатин Дијак, бр. 12 (прича Ловоров вијенац Бориса Спаског), стр. 26-28, 2018.
- Часопис Хомер, бр. 21-22 (прича Ловоров вијенац Бориса Спаског), звучни часопис, Библиотека за слијепа и слабовида лица РС, Бањалука, август, 2018.

## Зборници
- Зборник кратких прича, награђени радови (СКПД Просвјета, Шамац, 2006);
- Зборник Лептирица у ћилибару (Житиште, 2009);
- Зборник Гарави сокак (Инђија, 2009);
- Зборник Ја сам прича (Бесједа, Бања Лука, 2009);
- Зборник Најкраће приче 2009 (Алма, Београд, 2010)
- Зборник побједничких радова међународног конкурса за кратку причу (Барселона, 2010);
- Зборник Ноћ боема (Инђија, 2010);
- Зборник Капија истока и запада (Сарајево, 2010);
- Зборник Кључ је под отирачем – Фрагменти из сусједства настао сарадњом Гете-Института, Француског Института и издавачке куће ТДК Шахинпашић након конкурса Сусједи и књижевне радионице (Сарајево, 2011);
- Зборник Најкраће приче 2010 (Алма, Београд, 2011);
- Зборник Један живот у мање од деветсто знакова – најлепша остварења са X конкурса за најкраћу кратку причу. (Алма, Београд, 2011);
- Књига Миленка Стојичића Андрић еx privata (Бесједа, Бањалука, 2011) – садржи одломак приче Сусрет;
- Collection of short stories A Sea of Words / Un mar de palabras 2nd year – IEMED and Anna Lindh Foundation(Барцелона, 2011);
- Зборник радова са међународног књижевног натјечаја Флувио Томизза Lapis Histriae 2011, Градска књижница/Библиотеца цивицо (Умаг/Умаго, 2011);
- Зборник Расуто вријеме / Scattered Time – Избор из савремене књижевности Републике Српске /  A Selection of Contemporary Literature from the Republic of Srpska (НУБ РС, двојезично, Бањалука, 2012);
- Skariggi, an Anthology of short stories – story Tea for One translated into Maltese, pp.79-81  (Јуне, 2012 Малта);
- Зборник Црте и резе 5 (прича Дјевојка са брeсквом у руци, стр. 21-23), Ресавска библиотека (Свилајнац, 2013);
- Зборник најбоље поезије и прозе за 2011/12 Нови мостови (прича Срце од теракоте, стр.6-8), Авлија (Рожаје, 2013);
- Избор из савремене књижевности Републике Српске Линије/Linien (прича Linien– двојезично, српски/њемачки, НУБ РС 2013);
- Каталог изложбе, Catalogo Artisti dal Mediterraneo – The sea is my land, Giangiacomo Feltrinelli Editore, pagina 178-180, la storia/the short story La Fuga/The Fugue  (Милано, Италиа, 2013);
- Избор из савремене књижевности Републике Српске Срце птице и срце човјека (фрагмент романа Тиши од воде – двојезично, српски/енглески, НУБ РС, Бањалука 2014);
- Антологија кратких прича о медијима/новинама Четвртасто место (прича Ходач по води) Архипелаг (Београд, 2014);
- Зборник Рат и дјеца (есеј Поново са мајком, превод Кајоко Jамасаки), Јапан, 2015;
- Зборник Поетике Других међународних књижевних сусрета Бања Лука 2017 (пјесме Дрво, Плачем изнутра и На гробу сиротог Б.Б.), Бањалука, септембар 2017.
- Тематски зборник Српска читаоница у Бањалуци (прича Темељ), Народна и универзитетска библиотека Републике Српске, јули 2018.
- Избор поезије српских писаца из Републике Српске на пољском, Współczesna poezja serbska Autorzy mieszkający w Republice Serbskiej ( Bośnia i Hercegovina), str. 98-105 (pjesme Sirotani, Drvo, Kosmos, Naglavačke i Sat, prevod Bronislaw Kotwicz), Biblioteczka Kampe 45 Лондон, август 2018.

## Награде и признања
- Конкурс за кратку причу СКПД Просвјета, Шамац, 2006.
- Међународни конкурс Реч у простору 04, СКЦ, Београд, 2009.
- Међународни конкурс Sea of Words, Барселона, 2009.
- Међународни конкурс Реч у простору 05, СКЦ, Београд, 2010.
- Међународни конкурс Art Attack II, Загреб, 2010.
- Конкурс за кратку причу Четвртих новосарајевских књижевних сусрета, Сарајево, 2010.
- Конкурс Гете института и Француског института у БиХ, Сарајево (I награда), 2010.
- Конкурс Лаза К. Лазаревић за најбољу необјављену српску приповијетку (похвала), Шабац, 2011.
- Међународни конкурс Lapis Histriae (прича одабрана за објављивање), Умаг, 2011.
- Наградни конкурс Књижевног клуба Јован Дучић, Добој (III награда за прозу), 2011.
- Међународни наградни конкурс часописа Авлија, Рожаје, Црна Гора (I награда за необјављену кратку причу), 2012.
- Међународни наградни конкурс Кочићевим сатиричним пером, КУД Петар Кочић, Челарево (III награда за сатиричну причу), 2012.
- Стипендија Фонда Борислав Пекић за 2012. годину – за нацрт (синопсис) романа Тиши од воде.
- Наградни конкурс Књижевног клуба Јован Дучић, Добој (II награда за поезију), 2012.
- Годишња награда Удружења књижевника Републике Српске (Бумеранг), 2017.

### Избори за награде
- Ужи избор за НИН-ову награду (роман Тиши од воде), 2013.
- Најужи избор за Годишњу награду Удружења књижевника Српске (роман Тиши од водe), 2014.
- Шири избор за награду Слово Подгрмеча, 2014.
- Ужи избор за награду Перо Деспота Стефана Лазаревића, 2014.
- Шири избор за НИН-ову награду (роман Бумеранг), 2017.
- Ужи избор за Виталову награду – Златни сунцокрет (роман Бумеранг), 2017.

## Остали ангажмани
- Радио SC (Загреб), приче читане у оквиру емисије Радио чита ваше приче, 24.05.2010.
- Радионица креативног писања, Софија, Бугарска (2010).
- Учешће на књижевној вечери Новогодишња литерарна честитка у НУБРС, Бањалука, 12.01.2011;
- Учешће на књижевној вечери Поезија је ИН у организацији НУБРС и ТЦ Меркатор, Бањалука, 21.03.2011;
- Учешће на књижевним трибинама у оквиру Априлских сусрета, СКЦ, Београд, 02. и 03. 04.2011;
- Учешће на промоцији часописа Сарајевске Свеске, НУБРС, Бања Лука, 05.04.2011;
- Учешће у промоцији зборника Кључ је под отирачем – Фрагменти из сусједства, Сајам књига, Сарајево, 20.04.2011;
- Учешће на књижевној радионици у организацији Гете Института у Сарајеву и под вођством Марице Бодрожић (Сарајево, 09.-13. 09. 2011.);
- Учешће на књижевној вечери Новогодишња литерарна честитка у НУБРС, Бањалука, 28.12.2011;
- Учешће у представљању књижевника у оквиру пројекта Ундипломатиц Арт (Сарајево, 12-15.03.2012.);
- Учешће на промоцији књиге Ода мањем злу Воја Чолановића (СКЦ, Београд, 16.05.2012.);
- Учешће на 47. Кочићевом збору у оквиру гостовања писаца у Београду (УКС, Београд, 23.08.2012.);
- Учешће на 37. Песничењу у Реx-у (Београд, 27.10.2012.);
- Учешће на Фестивалу књижевности Библиобус 4 (Градишка, 09.11.2012.);
- Учешће на књижевној вечери: Књижевна акција – слушај поезију и поклони књигу новоотвореној читаоници у Челинцу (Бања Лука, 13.11.2012.);
- Учешће на књижевној вечери: По(в)езивање (ДФК клуб, Бања Лука, 17.11.2012.);
- Учешће на промоцији књиге Расуто вријеме (видео – 13:30 до 14.30)(Академија наука и умјетности Републике Српске, Бања Лука, 22.11.2012.);
- Учешће на књижевној вечери: По(в)езивање вол 2 (ДФК клуб, Бања Лука, 15.12.2012.);
- Учешће на књижевној вечери: Стихови и ноте међу сликама (АНУРС, Бања Лука, 18.01.2013.);
- Учешће на књижевној вечери: По(в)езивање вол 3 (Дом омладине, Бања Лука, 12.02.2013.);
- Учешће на сајму књига у Лајпцигу (Лајпциг 14-17.03. 2013.);
- Учешће на манифестацији Мој град, моја библиотека – јавне личности читају (Бањалука, НУБ РС, 19.04.2013.);
- Учешће на свечаној додјели признања ученицима – побједницима републичких такмичења (Бањалука, плато код зграде Владе, 18.06.2013.);
- Учешће на књижевној вечери Међународни дан кратке приче / Интернатионал Схорт Сторy Даy (Бањалука, НУБ РС, 20.06.2013.);
- Учешће на књижевној вечери Књижевни токови Воје Чолановића (Народна библиотека Бранко Ћопић, Брод, 24.06.2013.);
- Учешће на књижевној вечери Слово Кочићу у оквиру 48. Кочићевог збора (Бањалука, Бански двор, 23.08.2013);
- Учешће на Осмом фестивалу кратке приче (th Short Story Фестивал) Кикинда Short (Кикинда-Београд, 29-30. 08. 2013);
- Свечана бесједа поводом отварања XVIII  сајма књиге у Бањалуци (17.09.2013.);
- Учешће на књижевној вечери – промоцији романа Ми, избрисани Слободана Владушића у Бањалуци (НУБ РС, 14.11.2013);
- Учешће у жирирању радова на конкурсу Специјалне библиотеке за слијепа и слабовида лица РС (Децембар, 2013);
- Учешће на књижевној вечери – промоцији збирке Размажени Адам Данијела Гатарића у Бањалуци (НУБ РС, 05.03.2014.);
- Учешће на манифестацији Град и књига у склопу прославе Дана Града Бањалуке (НУБ РС, април, 2014);
- Учешће на Међународном сајму књига у Солуну (мај 2014);
- Учешће на промоцији звучне књиге Размажени Адам у Специјалној библиотеци за слијепа и слабовида лица РС (04.06.2014.);
- Учешће у издавању аудио књиге Слађане Шимрак Нормале (поезију читао Б. Благојевић) – Библиотека за слијепа и слабовида лица РС (јули, 2014);
- Учешће у издавању аудио књига Како сам бранио Принципа и другове и Принцип о себи (текст читао Б. Благојевић) – Библиотека за слијепа и слабовида лица РС (јуни/јули 2014).
- Учешће у раду Међународне књижевне колоније Тршић 2014 (Тршић-Београд, август 2014);
- Учешће у књижевној манифестацији 49. Кочићев збор, Кочићу у част (Бањалука, август 2014);
- Учешће у оквиру манифестације Европски дан језика (НУБ РС, септембар 2014);
- Учешће на манифестацији Град и књига у склопу прославе Дана Града Бањалуке и Свјетског дана књиге (НУБ РС, април, 2015);
- Учешће на промоцији романа Петодинарке аутора Горана Дакића (НУБ РС, мај, 2015);
- Учешће у жирирању за награде Сајма књиге Бањалука 2015 (септембар, 2015);
- Учешће на књижевној вечери пјесника Завичајног круга у склопу 43. књжевних сусрета на Козари (Галерија 96, Приједор, 18.09.2015);
- Учешће на промоцији часописа Путеви (НУБ РС, Бања Лука, 25.11.2015.);
- Учешће на промоцији књиге Два метра тишине Милета Лисице (НУБ РС, Бања Лука, 30.11.2015.);
- Учешће у пројекту НУБ РС Његујмо српски језик (април, 2016);
- Учешће на ВИИ Пјесничким сусретима Поткозарја, Нови Град (30.06.2016.);
- Учешће на Кровфесту – По(в)езивање вол. В, НУБ РС, (20.07.2016.);
- Учешће на 44. Књижевним сусретима на Козари (Приједор, 22.09.2016.);
- Учешће на промоцији књиге Аљоше Љубојевића Знаш ли да је Михаил Каменски запалио Галац у НУБ РС (18.04.2017.);
- Учешће у књижевном дијелу 52. Кочићевог збора (На Кочићевом путу, наступи у манастиру Гомионица и на Кочићевом огњишту), август 2017.
- Учешће накњижевној вечери Завичајног круга у оквиру 45. Књижевних сусрета на Козари; Приједор, 14. септембар 2017.
- Учешће на 2. Међународним књижевним сусретима Бања Лука 2017. (свечано отварање – Бански двор, вођење промоција на Сајму књиге и промоције Вјачеслава Купријанова у НУБ РС), 13-18. септембар 2017.
- Учешће у жирирању (предсједник жирија) приспјелих радова на конкурс Приче из комшилука и на промоцијипромоцији зборника истоимених кратких прича у НУБ РС (19. септембар 2017.)
- Учешће на културној тематској вечери Ангажована умјетност у БиХ данас – креатор или сљедбеник промјена? у организацији ЕУ Инфо центра Бања Лука (заједно са Тањом Ступар Трифуновић и Дијаном Грбић), новембар 2017.
- Аутор сонгова за представу Мали принц (премијера у Позоришту младих, Сарајево, 16.11.2017.)
- Учешће у пројекту Министарства просвјете и културе РС Зашто је култура мени важна (март-мај 2018).
- Учешће на Првом фестивалу књижевности Императив у Бањалуци (јун, 2018.)
- Аутор уводника за Зборник радова са округлог стола Петар Кочић наш савременик (Народна и универзитетска библиотека Републике Српске, август 2018.)
- Учешће на поетској вечери Ономатопеја 5, Кафе Yоко, Бања Лука, 31.08.2018.
- Учешће у жирирању и промоцији Приче из комшилука (2), април-септембар 2018.
- Учешће у раду жирија за додјелу награде Трећих међународних књижевних сусрета Бањалука 2018. (септембар, 2018)
- Учешће у промоцији романа Александра Гаталице Последњи аргонаут на 23. Сајму књиге у Бањалуци (11.09.2018.)
- Учешће на 46. књижевним сусретима на Козари – поетски час на Палежу, 14. 09.2018.
- Рецензент књиге Игора Радовановића Крик Ума (НБ Бранко Ћопић, Брод, 2018.)